# Międzynarodowa Komisja Elektrotechniczna
Międzynarodowa Komisja Elektrotechniczna (ang. International Electrotechnical Commission, IEC) – globalna organizacja opracowująca i publikująca międzynarodowe normy z zakresu technik elektrycznych i elektronicznych oraz dziedzin z nimi związanych, będące podstawą norm krajowych oraz odniesieniem dla przetargów i kontraktów międzynarodowych. 
Siedzibą organizacji jest Genewa.